# Mousoy
Mousoy ist eine Oase im Norden des Tschad im südlichen Teil des Tibesti-Gebirges. Der Ort liegt 21 Kilometer östlich von Zouar, der zweitgrößten Siedlung des Tibesti und zugleich Sitz des Derdé, und 19 km westlich der Oase Débasan. Mit der administrativen Neugliederung des Tschad vom 10. August 2018 wurde die Provinz Tibesti in vier statt bisher zwei Départements eingeteilt (Bardai, Zouar, Aouzou und Wour), wobei Mousoy ebenso wie Goubonne zum neuen Département Zouar gehört. Davor hatte Mousoy zum Département Tibesti-Ouest („West-Tibesti“) gehört.

## Einzelnachweis
1. ↑  Ordonnance n° 038/PR/2018 portant création des unités administratives et des collectivités autonomes du 10 août 2018, S. 8